# Хјустон тексанси
Хјустон тексанси (енгл. Houston Texans) су професионални тим америчког фудбала са седиштем у Хјустону у Тексасу. Клуб утакмице као домаћин игра на стадиону Релијант. Такмичи се у АФЦ-у у дивизији Југ. Клуб је основан 2002. и до сада није мењао назив.
„Тексанси“ нису никад били прваци НФЛ-а, нити победници конференције и дивизије. Маскота клуба је бик „Торо“.